# Michael Lesch

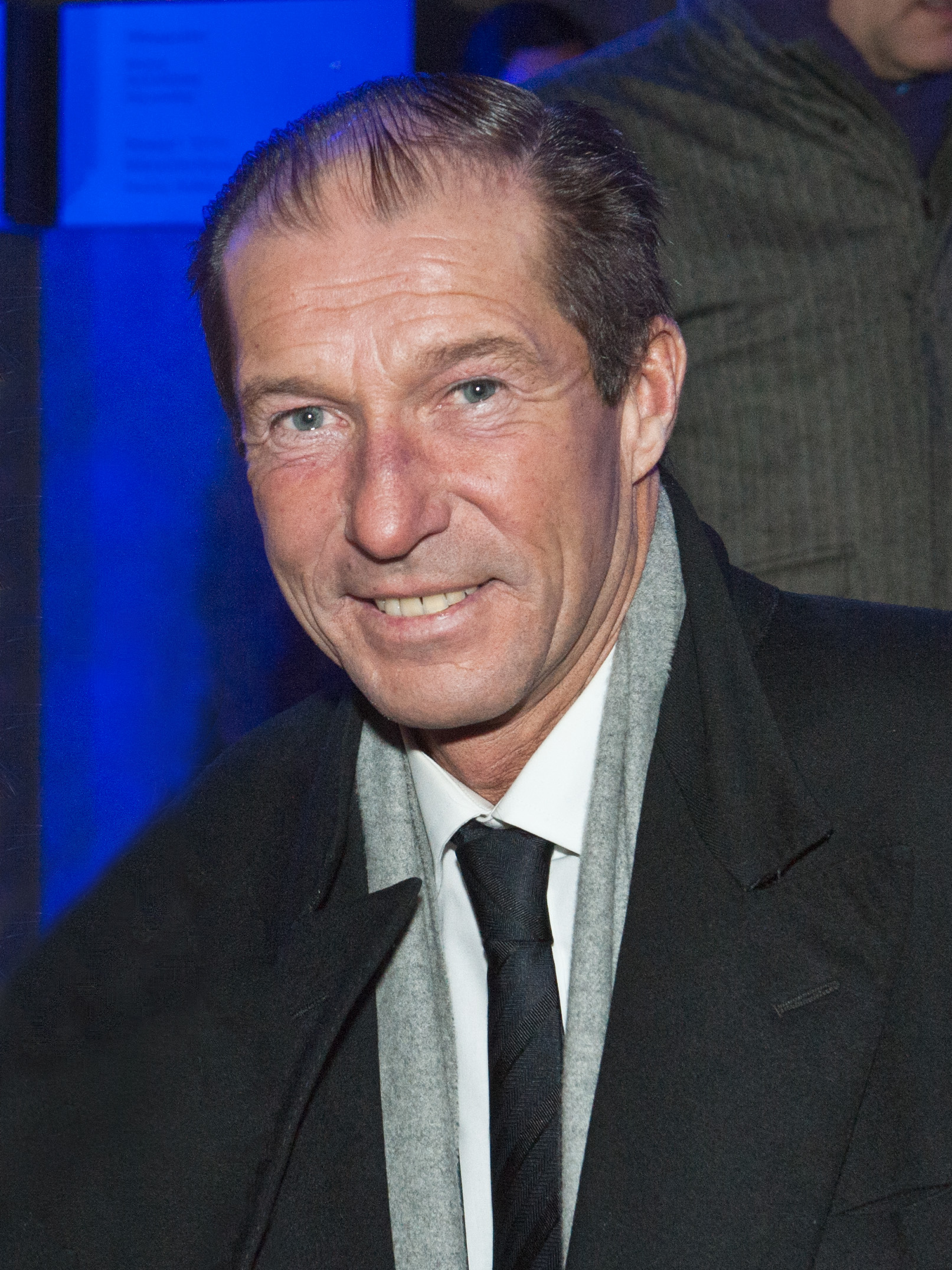
Michael Lesch (2012)

Michael Lesch (* 18. Oktober 1956 in Solingen) ist ein deutscher Schauspieler.

## Leben
Michael Lesch wuchs in Solingen auf. Von 1977 bis 1980 absolvierte er eine professionelle Schauspielausbildung am Zinner Studio in München. Danach war er als Bühnendarsteller am Staatstheater Karlsruhe engagiert.
Ab 1980 wirkte Lesch als Schauspieler vor der Kamera in über 40 Film-und-Fernsehproduktionen mit. In Edgar Reitz’ preisgekrönter Produktion Heimat – Eine deutsche Chronik verkörperte er 1984 die Rolle des jungen Paul Simon. Von 1985 bis 1991 war er in einer Serien-Hauptrolle als Tierarzt Dr. Horst Nenner in Ein Heim für Tiere zu sehen. Von 1992 bis 1997 spielte er Dr. Stefan Junginger in der ZDF-Serie Freunde fürs Leben. Als Der Fahnder (1997–2000) war er der Nachfolger der beiden vorherigen Fahnder-Darsteller Klaus Wennemann und Jörg Schüttauf. Von 2006 bis 2013 verkörperte er als Zoodirektor Dr. Reinhard Fährmann eine der Hauptrollen in den ersten vier Staffeln von Tierärztin Dr. Mertens. Daneben hatte er von 1981 bis 2001 insgesamt sechs Auftritte in verschiedenen Tatort-Filmen und spielte eine wiederkehrende Rolle als Dr. Peter Sander in der Serie Klinik unter Palmen.
Michael Lesch ist seit Dezember 2000 mit Christina Keiler, der ersten Ehefrau von Roland Kaiser, verheiratet. Das Paar lernte sich 1991 kennen. Seine Frau brachte ihre Tochter aus einer früheren Beziehung mit in die Ehe. Lesch überlebte 1999/2000 eine Erkrankung an Lymphdrüsenkrebs und verfasste darüber ein im Jahr 2002 erschienenes Buch. Inzwischen hat sich Lesch aus der Filmbranche zurückgezogen und lebt seit 2017 mit seiner Ehefrau in Thailand.

## Filmografie
- 1980: Sierra Madre
- 1981: Tatort: Duisburg-Ruhrort (Fernsehreihe)
- 1981: Tatort: Grenzgänger
- 1983: Jakob und Adele (Fernsehserie, 1 Folge)
- 1984: Heimat – Eine deutsche Chronik (Miniserie, 2 Folgen)
- 1985–1992: Ein Heim für Tiere (Fernsehserie, 70 Folgen)
- 1986: Der Tod des weißen Marabut: Die bewegende Lebensgeschichte des Charles de Foucauld
- 1987: Der Fälscher
- 1987: Tatort: Spiel mit dem Feuer
- 1988: Tatort: Ausgeklinkt
- 1989: Praxis Bülowbogen (Fernsehserie, 1 Folge)
- 1992–1997: Freunde fürs Leben (Fernsehserie, 81 Folgen)
- 1993–1994: Happy Holiday (Fernsehserie, 2 Folgen)
- 1993: Rosamunde Pilcher: Stürmische Begegnung (Fernsehreihe)
- 1995: Der Mond scheint auch für Untermieter (Fernsehserie, 2 Folgen)
- 1995: Frankie – Liebe, Laster, Rock ’n’ Roll (Fernsehserie, 5 Folgen)
- 1995: Das Traumschiff: Tasmanien (Fernsehreihe)
- 1995: Das größte Fest des Jahres – Weihnachten bei unseren Fernsehfamilien
- 1996: Aus heiterem Himmel (Fernsehserie, 1 Folge)
- 1996: Kommissar Rex (Fernsehserie, 1 Folge)
- 1996: Tatort: Tod auf Neuwerk
- 1997: RTL Samstag Nacht (Fernsehserie, 1 Folge)
- 1998: Liebling Kreuzberg (Fernsehserie, 2 Folgen)
- 1998: Die Kinderklinik (Fernsehserie, 1 Folge)
- 1998–1999: Klinik unter Palmen (Fernsehserie, 6 Folgen)
- 1998–2001: Der Fahnder (Fernsehserie, 40 Folgen)
- 2001: Tatort: Verhängnisvolle Begierde
- 2002: Ein Fall für zwei (Fernsehserie, 1 Folge)
- 2002: Ein himmlisches Weihnachtsgeschenk
- 2002–2007: Der Alte (Fernsehserie, 6 Folgen, verschiedene Rollen)
- 2003: In aller Freundschaft (Fernsehserie, 3 Folgen)
- 2003: Fliege kehrt zurück
- 2003–2007: Siska (Fernsehserie, 3 Folgen, verschiedene Rollen)
- 2004: Der Landarzt (Fernsehserie, 1 Folge)
- 2004: Paradies in den Bergen
- 2005: Unser Charly (Fernsehserie, 1 Folge)
- 2005: Alina
- 2006: Das Traumhotel – Indien (Fernsehreihe)
- 2006: Die Rosenheim-Cops (Fernsehserie, 1 Folge)
- 2006: Rosamunde Pilcher: Land der Sehnsucht
- 2006: Heimat-Fragmente: Die Frauen
- 2006–2013: Tierärztin Dr. Mertens (Fernsehserie, 52 Folgen)
- 2008: SOKO Kitzbühel (Fernsehserie, 1 Folge)
- 2011: Polizeiruf 110: Ein todsicherer Plan
- 2013: SOKO München (Fernsehserie, 1 Folge)
- 2016: Akte Ex (Fernsehserie, 1 Folge)
- 2017: Hubert ohne Staller (Fernsehserie, 1 Folge)
- 2017: Sekunden in der Ewigkeit (Kurzfilm)

## Veröffentlichungen
- Michael Lesch mit Helmut-Maria Glogger: Ein Jahr Hölle. So besiegte ich den Krebs. Bastei Lübbe, Bergisch Gladbach 2002, ISBN 3-404-61490-9.

## Auszeichnungen
- 1982: Förderpreis des Landes Nordrhein-Westfalen